# Álbuns de R&B/Hip-hop número um nos Estados Unidos em 2011

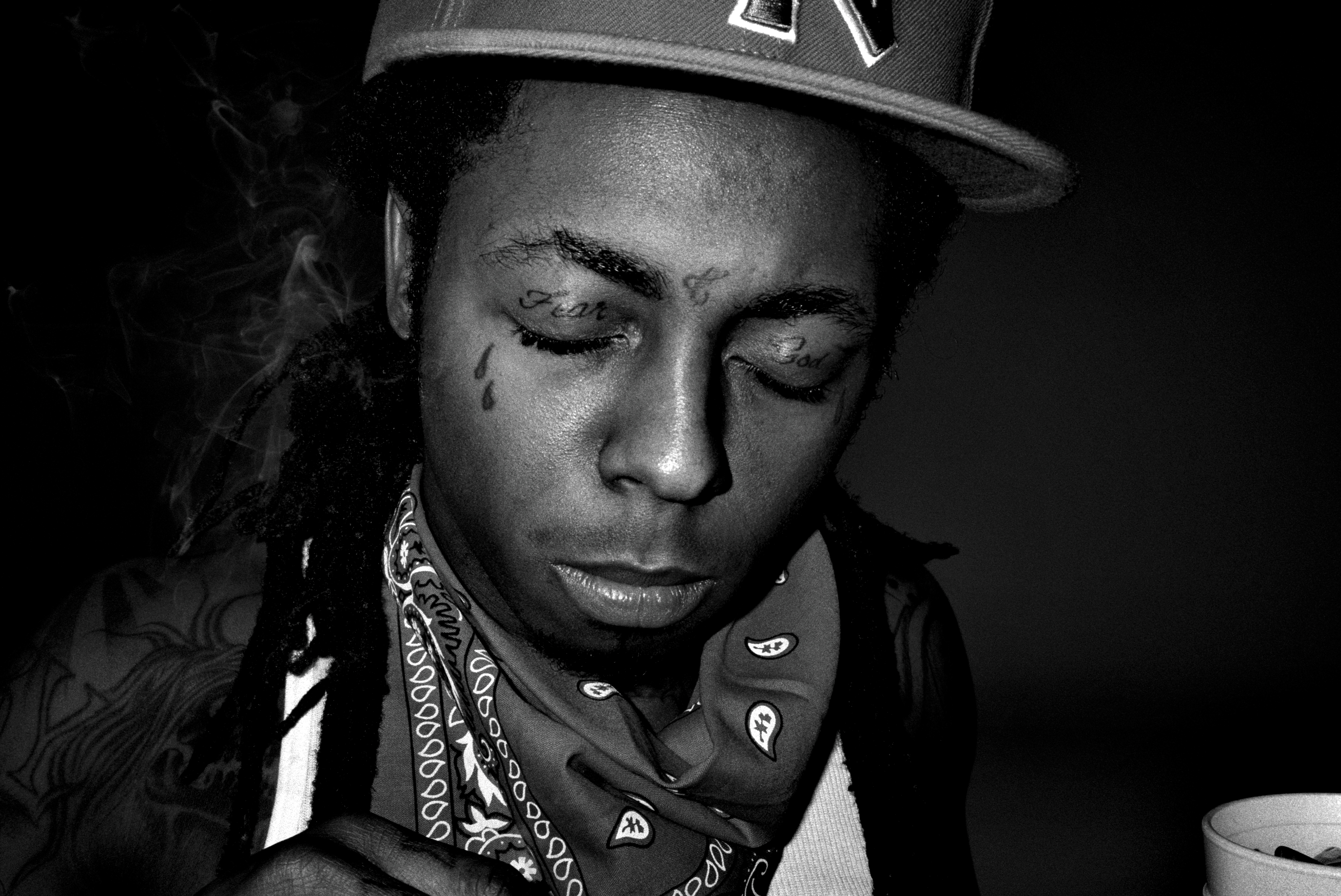
O rapper Lil Wayne alcançou o número um da tabela musical pela oitava vez e teve o álbum com o melhor desempenho do ano.

A seguir se apresenta a lista dos álbuns número um na Top R&B/Hip-Hop Albums em 2011. A Top R&B/Hip-Hop Albums é uma tabela musical publicada pela revista norte-americana Billboard que controla as vendas semanais de álbuns de R&B e hip hop nos Estados Unidos segundo os dados fornecidos pela serviço de mediação de vendas Nielsen SoundScan. Os géneros musicais admitidos pela tabela são quiet storm, urban contemporary, new jack swing, soul, R&B contemporâneo e, por vezes, música house. Em 2011, 24 projectos conseguiram alcançar a liderança da tabela. Embora tenha liderado por três semanas adicionais, aumentando o seu total para treze semanas, um vigésimo quinto, Recovery, sexto número um do rapper Eminem, iniciou a sua corrida no ano anterior e foi, portanto, excluído.
Com sete semanas não-consecutivas na liderança, Tha Carter IV, oitavo número um do rapper Lil Wayne, foi o disco que por mais tempo permaneceu no primeiro posto em 2011. Além disso, terminou o ano como o álbum com o melhor desempenho da tabela. Outro álbum com um tempo longo na liderança da tabela foi Pink Friday, álbum de estúdio de estreia e primeiro número um da artista trinidiana Nicki Minaj, que permaneceu na posição de topo por seis semanas consecutivas e terminou o ano como o segundo trabalho com o melhor desempenho. A cantora Beyoncé conseguiu posicionar um quarto lançamento consecutivo no primeiro posto da tabela, o álbum 4, que liderou por cinco semanas não-consecutivas. A cantora Kelly Rowland conseguiu alcançar o primeiro posto pela primeira vez com Here I Am. Beyoncé e Rowland eram integrantes do grupo feminino Destiny's Child, que também conseguiu alcançar a liderança da Top R&B/Hip-Hop Albums por duas vezes com Survivor (2001) e Destiny Fulfilled (2004).
O cantor e compositor Michael Jackson conseguiu alcançar o número um postumamente com o lançamento Michael, que liderou por duas semanas consecutivas em Janeiro. Maybach Music Group Presents... Self Made Vol. 1, um lançamento conjunto de artistas da editora discográfica Maybach, foi a única compilação que conseguiu alcançar o número um da Top R&B/Hip-Hop Albums em 2011. Blue Slide Park, álbum de estreia de Mac Miller, foi o primeiro álbum lançado independentemente a conseguir atingir o número um da tabela desde 1995. Watch the Throne rendeu a Jay-Z o seu décimo segundo número um na tabela e a Kanye West o seu sexto. Este álbum, juntamente com Tha Carter IV, Pink Friday, 4, Blue Slide Park, Hell: The Sequel de Bad Meets Evil, The Light of the Sun de Jill Scott, The R.E.D. Album de Game, Cole World: The Sideline Story de J. Cole, e Take Care de Drake também conseguiram alcançar o primeiro posto da tabela oficial de álbuns dos Estados Unidos.

## Histórico

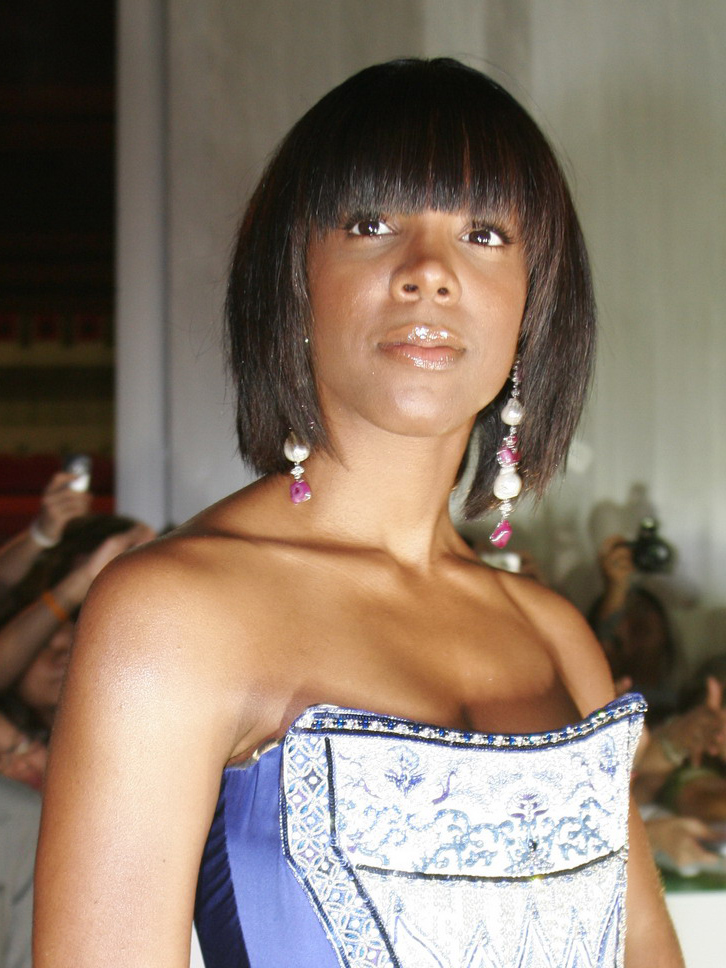
A cantora Kelly Rowland conseguiu alcançar o primeiro posto pela primeira vez com Here I Am.

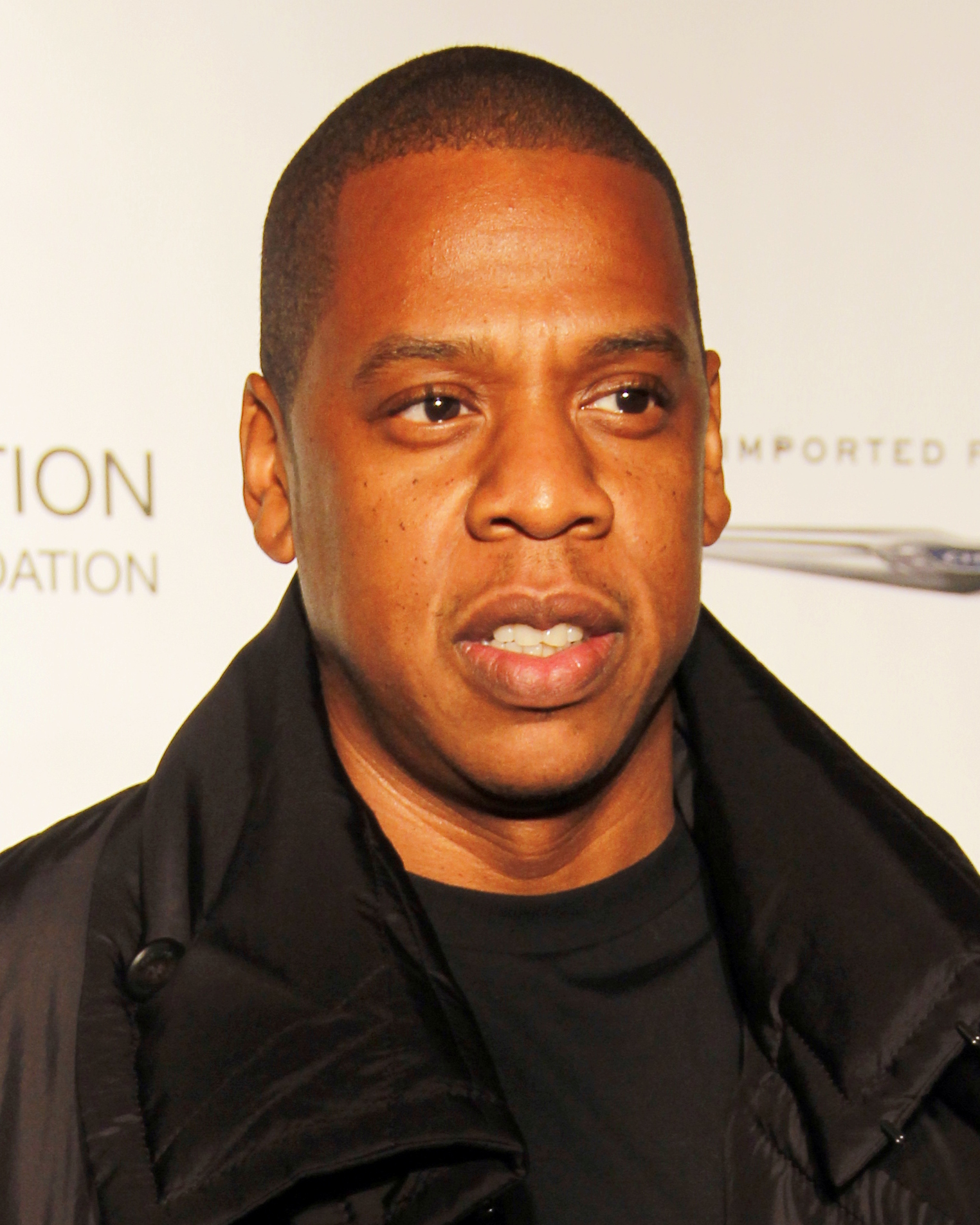
Watch the Throne rendeu a Jay-Z o seu décimo segundo número um na tabela.

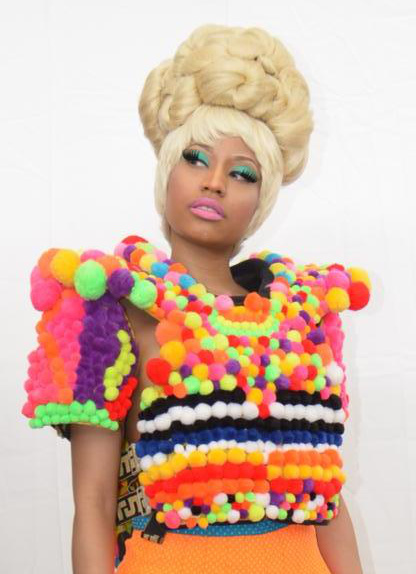
Pink Friday, primeiro número um da artista trinidiana Nicki Minaj, permaneceu no topo por seis semanas consecutivas e terminou o ano como o segundo trabalho com o melhor desempenho.

|  | Denota o álbum com o melhor desempenho do ano. |

| Data            | Álbum                                            | Artista(s)          | Ref.   |
| --------------- | ------------------------------------------------ | ------------------- | ------ |
| 1 de Janeiro    | Michael                                          | Michael Jackson     | [ 2 ]  |
| 8 de Janeiro    | Michael                                          | Michael Jackson     | [ 3 ]  |
| 15 de Janeiro   | Recovery                                         | Eminem              | [ 4 ]  |
| 22 de Janeiro   | Pink Friday                                      | Nicki Minaj         | [ 5 ]  |
| 29 de Janeiro   | Pink Friday                                      | Nicki Minaj         | [ 6 ]  |
| 5 de Fevereiro  | Pink Friday                                      | Nicki Minaj         | [ 7 ]  |
| 12 de Fevereiro | Pink Friday                                      | Nicki Minaj         | [ 8 ]  |
| 19 de Fevereiro | Pink Friday                                      | Nicki Minaj         | [ 9 ]  |
| 26 de Fevereiro | Pink Friday                                      | Nicki Minaj         | [ 10 ] |
| 5 de Março      | Recovery                                         | Eminem              | [ 11 ] |
| 12 de Março     | Recovery                                         | Eminem              | [ 12 ] |
| 19 de Março     | Late Nights & Early Mornings                     | Marsha Ambrosius    | [ 13 ] |
| 26 de Março     | Lasers                                           | Lupe Fiasco         | [ 14 ] |
| 2 de Abril      | Lasers                                           | Lupe Fiasco         | [ 15 ] |
| 9 de Abril      | F.A.M.E.                                         | Chris Brown         | [ 16 ] |
| 16 de Abril     | Rolling Papers                                   | Wiz Khalifa         | [ 17 ] |
| 23 de Abril     | Rolling Papers                                   | Wiz Khalifa         | [ 18 ] |
| 30 de Abril     | Rolling Papers                                   | Wiz Khalifa         | [ 19 ] |
| 7 de Maio       | F.A.M.E                                          | Chris Brown         | [ 20 ] |
| 14 de Maio      | F.A.M.E                                          | Chris Brown         | [ 21 ] |
| 21 de Maio      | Hot Sauce Committee Part Two                     | Beastie Boys        | [ 22 ] |
| 28 de Maio      | Goblin                                           | Tyler, the Creator  | [ 23 ] |
| 4 de Junho      | Hot Sauce Committee Part Two                     | Beastie Boys        | [ 24 ] |
| 11 de Junho     | Maybach Music Group Presents... Self Made Vol. 1 | Maybach Music Group | [ 25 ] |
| 18 de Junho     | Maybach Music Group Presents... Self Made Vol. 1 | Maybach Music Group | [ 26 ] |
| 25 de Junho     | All 6's And 7's                                  | Tech N9ne           | [ 27 ] |
| 2 de Julho      | Hell: The Sequel                                 | Bad Meets Evil      | [ 28 ] |
| 9 de Julho      | The Light of the Sun                             | Jill Scott          | [ 29 ] |
| 16 de Julho     | 4                                                | Beyoncé             | [ 30 ] |
| 23 de Julho     | 4                                                | Beyoncé             | [ 31 ] |
| 30 de Julho     | 4                                                | Beyoncé             | [ 32 ] |
| 6 de Agosto     | 4                                                | Beyoncé             | [ 33 ] |
| 13 de Agosto    | Here I Am                                        | Kelly Rowland       | [ 34 ] |
| 20 de Agosto    | 4                                                | Beyoncé             | [ 35 ] |
| 27 de Agosto    | Watch the Throne                                 | Jay-Z e Kanye West  | [ 36 ] |
| 3 de Setembro   | Watch the Throne                                 | Jay-Z e Kanye West  | [ 37 ] |
| 10 de Setembro  | The R.E.D. Album                                 | Game                | [ 38 ] |
| 17 de Setembro  | Tha Carter IV                                    | Lil Wayne           | [ 39 ] |
| 24 de Setembro  | Tha Carter IV                                    | Lil Wayne           | [ 40 ] |
| 1 de Outubro    | Tha Carter IV                                    | Lil Wayne           | [ 41 ] |
| 8 de Outubro    | Tha Carter IV                                    | Lil Wayne           | [ 42 ] |
| 15 de Outubro   | Cole World: The Sideline Story                   | J. Cole             | [ 43 ] |
| 22 de Outubro   | Cole World: The Sideline Story                   | J. Cole             | [ 44 ] |
| 29 de Outubro   | Tha Carter IV                                    | Lil Wayne           | [ 45 ] |
| 5 de Novembro   | Tha Carter IV                                    | Lil Wayne           | [ 46 ] |
| 12 de Novembro  | Tha Carter IV                                    | Lil Wayne           | [ 47 ] |
| 19 de Novembro  | Ambition                                         | Wale                | [ 48 ] |
| 26 de Novembro  | Blue Slide Park                                  | Mac Miller          | [ 49 ] |
| 3 de Dezembro   | Take Care                                        | Drake               | [ 50 ] |
| 10 de Dezembro  | Talk That Talk                                   | Rihanna             | [ 51 ] |
| 17 de Dezembro  | Take Care                                        | Drake               | [ 52 ] |
| 24 de Dezembro  | Lioness: Hidden Treasures                        | Amy Winehouse       | [ 53 ] |
| 31 de Dezembro  | Take Care                                        | Drake               | [ 54 ] |